# Estang (rivière)
Pour les articles homonymes, voir Estang (homonymie).
L'Estang est une rivière du Gers, en France dans la région Occitanie et un sous-affluent de l'Adour par la Midouze

## Géographie
L'Estang prend sa source sur la commune de Lias-d'Armagnac et se jette dans le Midour à l'aval de Montégut après un parcourt de 13,4 km.

## Principales communes traversées
- Gers : Lias-d'Armagnac - Estang - Mauléon-d'Armagnac - Castex-d'Armagnac

## Principaux affluents
Neuf petits affluents sont répertoriés par le Sandre.